# بوی استوری
بوی استوری(به چینی:男孩的故事;به کره ای:보이스토리؛به انگلیسی:BOY STORY)یک گروه پسرانه کره ای (کره جنوبی) با پسران چینی است که که در سال ۲۰۱۸ زیرنظر کمپانی جی وای پی اینترتینمنت و تنسنت میوزیک اینترتینمنت شکل گرفته است.این گروه تشکیل شده از ۶ عضو است.
میانگین سنی این گروه ۱۵ سال می باشد و این باعث شده که این گروه جزء کم سن و سال‌ترین گروه های کی پاپ تبدیل شود.
در تاریخ ۱ سپتامبر ۲۰۱۷ بوی استوری اولین سینگل خود با نام "How Old R U" یا"چند سالته" منتشر کرد.در تاریخ ۲۱ سپتامبر ۲۰۱۸ بوی استوری رسماً کار خود را با مینی آلبوم Enough شروع کردند.